# 盧安達國家奧林匹克及體育委員會
盧旺達國家奧林匹克及體育委員會（英語：Rwanda National Olympic and Sports Committee）是盧旺達的國家奧林匹克委員會及體育部門。該組織成立於1984年，是國際奧委會和非洲國家奧林匹克委員會聯合會的成員。同一年，首次派員參加在美國洛杉磯舉行的夏季奧運會。
現時，盧旺達國家奧林匹克及體育委員會的總部設在首都基加利，主席是Mr Ahmed Habineza。

## 資料來源
1. ↑  .   [2014-04-29]. （原始内容存档于2016-08-18）.